# Stevie at the Beach
Albums de Stevie Wonder
With a Song in My Heart
(1963) Up-Tight
(1966)
Singles
Stevie at the Beach est le quatrième album studio de l'auteur-compositeur-interprète américain Stevie Wonder, sorti sur le label Motown le 23 juin 1964. L'album, qui n'eut que peu de succès, se clôt sur une reprise de "La mer" de Charles Trenet.

## Liste des morceaux
| 1. | Castles in the Sand     | 2:11 |
| 2. | Ebb Tide                | 1:45 |
| 3. | Sad Boy                 | 2:28 |
| 4. | Red Sails in the Sunset | 2:01 |
| 5. | The Beachcomber         | 1:46 |
| 6. | Castles in the Sand     | 1:52 |

| 1. | Happy Street                 | 2:19 |
| 2. | The Party at the Beach House | 2:03 |
| 3. | Hey Harmonica Man            | 2:38 |
| 4. | Beachstomp                   | 2:38 |
| 5. | Beyond the Sea               | 2:46 |

## Participants
- Stevie Wonder -  voix, harmonica, éventuellement bongos, batterie et claviers
- Divers musiciens de Los Angeles - instrumentation
- Non crédités - chanteurs de fond